# Na ostrzu
Na ostrzu – drugi singel polskiej piosenkarki, Ewy Farnej, promujący jej piąty album, zatytułowany Inna. Singel zostały wydany 8 czerwca 2016 na antenie Radia Zet.

## Powstanie utworu i historia wydania
Utwór został napisany i skomponowany przez Ewę Farną, Sarsę, Thomasa Karlssona oraz Marcina Kindlę. Nad tekstem pracowały dwie uprzednio wymienione polskie wokalistki. Utwór powstał na potrzeby płyty Farnej pt. Inna. Podczas tworzenia tej płyty wokalistka bezpośrednio nawiązała współpracę z zagranicznymi kompozytorami. Kompozycja została utrzymana w stylistyce popowej z wpływami gitarowych brzmień.
Singel został wydany wyłącznie w formie Airplay 8 czerwca 2016 na antenie Radia Zet oraz RMF FM.

## Teledysk
Teledysk był nagrywany 18 kwietnia 2016 w Warszawie. Premiera teledysku odbyła się 8 czerwca 2016 o godzinie 18:00 na platformie VEVO. Teledysk przedstawia historię pary młodych zakochanych ludzi, którzy pomimo przeciwności losu i chwilowych konfliktów w związku, starają się dbać o swoją relację i próbują odnaleźć romantyzm. W teledysku występują gościnnie takie polskie gwiazdy, jak: Margaret, Sarsa, Ewelina Lisowska, Łukasz Jakóbiak, Enej, Tomasz Lubert, Renata Kaczoruk oraz Bartek Janusz. Wystąpienie wyżej wymienionych osób w teledysku miało dodatkowe przesłanie: pokazanie Polsce i polskim mediom, że polscy artyści nie żyją między sobą na przysłowiowym ostrzu noża.

## Notowania
Singiel uzyskał status złotej płyty.

### Pozycje na listach airplay
| Kraj   | Lista (2015)      | Najwyższa pozycja |
| ------ | ----------------- | ----------------- |
| Polska | AirPlay – Top     | 3                 |
| Polska | AirPlay – Nowości | 1                 |